# 上官云相
上官云相（1895年—1969年8月8日），字纪青，山東商河人，国民革命军上将。

## 生平
早年入山東陸軍小學堂，陸軍第二預備學校就讀，民國六年（1917）考入保定陆军军官学校，為第6期步兵科學生。民國八年（1919）毕业。上官供职于直系孙传芳麾下，为卫队排长，后在孙军中一路升迁。1924年北京政变后，奉系南下占据江苏，不久被孙发动兵变逐走。1925年，施从滨在张宗昌的支持下南下攻打孙传芳，上官率暫編陸軍第七混合旅第一團迂回敌后，切断了施的退路，一举擒获施从滨，因功升任五省聯軍第七師第十三旅旅长。
1927年，为抵挡国民革命军北伐，孙传芳与张宗昌握手言和，张率军南下支援孙传芳。上官雲相升任第十五混成旅旅長，同年8月升任陸軍第4師師長。但上官雲相不滿孫傳芳與奉系和解，和孫爆發衝突而棄職流亡日本。
在孫傳芳完全失去軍事影響力後，1928年上官回国加入国民革命军，出任由第4師收編的國民革命軍第47師第141旅旅長。
1930年3月，升任國民革命軍第九軍軍長兼國民革命軍第47師師長，但是在中原大戰剛開始第九軍麾下的新編第四師被閻錫山收買叛逃，上官雲相遭到撤職調任軍事參議，王金鈺回任軍長與47師師長職務。隔年（1931）1月復出，先是擔任國民革命軍第2師師長，6月取代辭職的王金鈺回任第九軍軍長兼47師師長，投入红军的围剿。1931年8月6日，在第三次反围剿战争的莲塘黄陂战斗中，47師遭到中國工農紅軍消滅2個團，不過第三次江西剿共戰爭中作戰失敗的將領眾多，上官雲相並未被嚴重究責，且第九軍也在南京方面提供補充後恢復戰力。
此後，上官雲相指揮的第九軍持續在江西省執行对鄂豫皖苏区的围剿作戰。1934年中国工农红军被逐出中央苏区后，上官率部参与了对长征红军的追击。1936年，上官因贪污丑闻辞职。
1937年5月4日，軍事委員會任命上官雲相為豫鄂陝邊區綏靖主任:5418。抗日战争开始后，上官任第十一军团軍團长，次年升任第三十二集团军总司令。1940年，上官率部移防安徽南部，次年初对新四军发动了皖南事变。此后不久，上官升任第三战区副司令长官。
抗戰勝利後，上官雲相調任抗日戰爭第十一戰區副司令官，隔年兼任唐山指挥所主任，1947年，上官任天津城防構築委員會主任，後兼保定绥靖公署副主任，次年任华北剿匪副总司令。1949年，上官随同国民政府退往台湾。
1969年病逝于台北。

## 家族
保定陸軍軍官學校第六期同學余漢謀是上官云相妹夫。